# Little Sister (песня Queens of the Stone Age)
Little Sister — первый сингл американской рок-группы Queens of the Stone Age из студийного альбома Lullabies to Paralyze . Впервые появился в декабре 2004 года как рекламный сингл, но 7 марта 2005 года стал коммерческим.
Работа над песней велась очень долго. Первая версия песни появилась в 2002 году, когда группа вместе с Дейвом Гролом записывала материал для альбома Songs for the Deaf, но не вошла в него. Незаконченная версия позже была нелегально распространена.
Когда песню исполнили на Saturday Night Live (14 мая 2005 года), актёр и комик Уилл Феррелл, владелец шоу, зашёл на сцену и начал играть на ковбелле, как выдуманный участник группы Blue Öyster Cult Ген Френклин. Это было повторение роли, которую Феррелл сыграл в скетче двухтысячного года, в котором автор Кристофер Уокен кричит: «Больше ковбелла!» во время записи известной песни (Don't Fear) The Reaper. На самом деле звуки ковбелла издаёт джем блок, это можно увидеть в клипе. Помимо этого, песня включена в шоу Красавцы.
Песня встречается в видеоиграх Midnight Club 3: DUB Edition, Colin McRae: Dirt 2, и Project Gotham Racing 3. Она стала доступна как отдельная песня в загружаемом контенте серии игр Rock Band или в пакете с двумя другими песнями Queens of the Stone Age: 3’s & 7’s и Sick, Sick, Sick.

## Клип
В музыкальном клипе группа исполняет песню на фоне танцующего силуэта девушки. В нём видно, что звуки ковбелла издаёт джем блок.

## Список композиций
CD:
1. «Little Sister» (Альбомная версия) — 2:57
2. «The Blood Is Love» (Ремикс) — 5:24
3. «Little Sister» (CD-ROM Видео)

CD Maxi Single:
1. «Little Sister» (Альбомная версия) — 2:57
2. «The Blood Is Love» (Ремикс) — 5:24
3. «Little Sister» (Ремикс) — 3:29

7" Виниловая пластинка:
1. «Little Sister» (Альбомная версия) — 2:57
2. «Little Sister» (Ремикс) — 3:29

## Позиции в чартах
| Чарт (2003)                   | Высшая позиция |
| ----------------------------- | -------------- |
| Australian Single Chart       | 40             |
| Dutch Singles Chart           | 55             |
| UK Singles Chart              | 18             |
| US Billboard Hot 100          | 88             |
| US Hot Modern Rock Tracks     | 2              |
| US Hot Mainstream Rock Tracks | 13             |